# NGC 1061
NGC 1061 é uma galáxia espiral (Sd) localizada na direcção da constelação de Triangulum. Possui uma declinação de +32° 28' 02" e uma ascensão recta de 2 horas, 43 minutos e 15,8 segundos.
A galáxia NGC 1061 foi descoberta em 1849 por William Parsons.